# Burni Pintu (berg i Indonesien, lat 4,32, long 97,10)
Burni Pintu är ett berg i Indonesien.   Det ligger i provinsen Aceh, i den västra delen av landet, 1 600 km nordväst om huvudstaden Jakarta. Toppen på Burni Pintu är 1 418 meter över havet.
Terrängen runt Burni Pintu är kuperad åt nordost, men åt sydväst är den bergig.Runt Burni Pintu är det mycket glesbefolkat, med 5 invånare per kvadratkilometer. I omgivningarna runt Burni Pintu växer i huvudsak städsegrön lövskog.